# "Fannie" Barrier Williams
Frances "Fannie" Barrier Williams (12 de fevereiro de 1855 – 4 de março de 1944) foi uma educadora negra americana, ativista política e defensora dos direitos das mulheres, e a primeira mulher negra a se tornar membro do Chicago Woman's Club. Ela tornou-se conhecida por seus esforços para ter pessoas negras oficialmente representadas no Conselho de Controle da Feira Mundial de Chicago de 1893. Ela também era musicista, retratista e estudava línguas estrangeiras.

## Infância e família
Frances (Fannie) Barrier era a mais jovem dos três filhos de Anthony e Harriet Barrier. Seu pai, nascido na Pensilvânia, veio para Brockport, Nova York, quando criança. Ele trabalhou como barbeiro e depois se tornou um negociante de carvão. Sua mãe nasceu em Sherburne, uma pequena comunidade no sudeste de Chenango, Nova York, e era dona de casa, tendo dedicado sua vida a criar seus filhos e participar de atividades da igreja. O casal se casou em Brockport, onde eles eram uma das poucas famílias negras da cidade. A família de Barrier fazia parte de uma classe privilegiada, pois seu pai havia construído um sólido portfólio imobiliário e possuía um negócio lucrativo. Barrier teve contato íntimo com a elite branca, sem sofrer qualquer tipo de discriminação direta que fosse proeminente em outras partes do país. A família Barrier freqüentou a Primeira Igreja Batista em Brockport, onde o pai de Barrier era um líder respeitado, sua mãe ensinava a Bíblia e Barrier tocava piano. Eles eram a única família negra na congregação.
Em um artigo autobiográfico de 1904 no jornal Independent, Barrier disse que, durante sua juventude em Brockport, "… não poderia ter havido uma relação mais cordial, respeitosa e íntima que a da nossa família e dos brancos dessa comunidade".
Barrier e seus irmãos, Ella e George, frequentaram o primário no antigo Brockport Collegiate Institute. Depois disso, Fannie Barrier continuou na nova encarnação das escolas, que passou a se chamar Brockport State Normal School (agora SUNY-College em Brockport) e foi a primeira negra a se formar na instituição em 1870.

## Educação e início da carreira
Após a formatura, Barrier foi para o sul para ensinar em uma escola para negros em Hannibal, Missouri, onde encontrou um nível de racismo que nunca experimentara em Brockport. Pela primeira vez, ela testemunhou a segregação, a intimidação, a agressão física e outras degradações sofridas por muitos negros. Ela relatou que foi "quebrada" pela discriminação que encontrou e essa nova consciência do racismo direcionado às mulheres de cor levou-a a perseguir uma vida inteira de ativismo.
Desanimada com o racismo que experimentava, Barrier deixou o sul para estudar piano no New England Conservatory of Music, em Boston, Massachusetts . No entanto, o conservatório tinha um amplo alcance e influência, atraindo estudantes do Norte e do Sul. Estudantes brancos do sul se opuseram à presença de Barrier, e ela foi pressionada a sair.
Depois de deixar o conservatório em Boston, Barrier se mudou para a região de Washington, D.C. para ensinar, juntando-se ao emergente movimento educacional, que se concentrou em negros e negras livres. O movimento educacional e a comunidade permitiram que ela socializasse e fizesse conexões com outros negros instruídos. No entanto, ela também experimentou dificuldades significativas devido a sua raça quando se matriculou na School of Fine Arts de Washington, para estudar pintura de retratos.
Enquanto ensinava em Washington, D.C., ela conheceu seu futuro marido, Samuel Laing Williams, da Geórgia. Ele trabalhou no Escritório de Pensão dos Estados Unidos enquanto estudava Direito na Columbian University (mais tarde, George Washington University Law School). Eles se casaram em Brockport em agosto de 1887, retornaram a Washington e acabaram por se estabelecer em Chicago, Illinois, onde Williams foi admitido na Ordem dos Advogados de Illinois e iniciou um bem sucedido escritório de advocacia. O casal juntou-se à Igreja All Souls (Unitária) em Chicago.

## Ativismo social e trabalho de caridade
Barrier Williams e seu marido, Samuel Laing Williams, faziam parte da aristocracia do meio-oeste negro e se tornaram ativos entre ativistas e reformadores da comunidade local. A elite negra de Chicago incluia dois grupos distintos, a velha guarda, muitos dos quais migraram para Chicago para escapar do clima opressivo do Sul e a nova geração. Combinados, eles eram conhecidos como os "Black 400".
A nova geração era formada por negros que haviam nascido livres e com acesso à educação, e as mulheres eram mais visíveis na esfera pública. A cooperação inter-racial também foi crucial para construir redes e ganhar influência.
Barrier Williams se destacou como artista e estudiosa. Ela era uma retratista conhecida e estudou alemão. Barrier Williams e seu marido estavam entre os membros fundadores do Prudence Crandall Study Club, uma organização formada pela elite da comunidade negra de Chicago. Barrier Williams foi diretora do departamento de arte e música e liderou o grupo de mulheres, conhecidas como "Cultured Negro Ladies", ao lado de Mary Jones.
Embora muitas organizações de mulheres brancas não tenham abraçado suas contrapartes negras como iguais, Barrier Williams ocupou um lugar na Illinois Woman’s Alliance (IWA), que forneceu uma ponte entre as mulheres do Prudence Crandall Study Club e o mundo do ativismo público. Particularmente dentro do movimento trabalhista. A IWA tornou questões das mulheres em questões públicas, particularmente em relação à saúde e higiene. Barrier Williams tornou-se vice-presidente da IWA em 1889 e atuou no comitê com foco na saúde e higiene dos pobres.
Associando-se a Frederick Douglass e Booker T. Washington, ela representava o ponto de vista dos negros americanos na Aliança das Mulheres de Illinois e dava palestras frequentes sobre a necessidade de que todas as mulheres, especialmente as negras, tivessem direito ao voto. 
Barrier Williams ajudou a fundar a National League of Colored Women em 1893 e sua sucessora, a National Association of Colored Women (NACW) em 1896. Ela também foi uma das fundadoras da National Association for the Advancement of Colored People (NAACP) e trabalhou com Mary Church Terrell para criar a National Federation of Afro-American Women em 1895.
Barrier Williams desempenhou um papel crucial na defesa do desenvolvimento do Provident Hospital, inaugurado em 1891. Ela fez lobby para um hospital para negros e dirigido por negros, especialmente com enfermeiras negras, o que proporcionaria uma oportunidade de emprego muito necessária para mulheres negras.
Barrier Williams utilizou sua aliança com a IWA para facilitar sua entrada no movimento de mulheres brancas. Barrier Williams foi nomeada como a primeira mulher negra do prestigiado Chicago Woman's Club em 1894  e quando ela foi nomeada, ela e os seus apoiadores receberam ameaças, tanto públicas como privadas. Foi uma luta para finalizar sua nomeação, mas ela foi finalmente introduzida como membro em 1896.
Barrier Williams e seu marido trabalharam para o Hyde Park Colored Voters Republican Club e para a Taft Colored League. Williams desempenhou um papel central e contínuo no desenvolvimento do Frederick Douglass Center, em 1905, uma casa de repouso, que ela chamou de "a Casa do Casco Negro". Ela também foi fundamental na criação do Phyllis Wheatley Home for Girls.

### Feira Mundial de Chicago
Barrier Williams alcançou um reconhecimento público mais amplo devido a seus esforços para obter representação dos negros na Feira Mundial de Chicago de 1893. Ela conseguiu nomear duas equipes para negros e garantiu que os interesses dos negros fossem incluídos no programa. Ela foi nomeada como Escriturária encarregada dos Colored Interests no Department of Publicity and Promotions.
Barrier Williams foi convidada para apresentar dois trabalhos principais na Feira. No primeiro, "O Progresso Intelectual das Mulheres de Cor dos Estados Unidos desde a Proclamação da Emancipação", Barrier Williams dirigiu-se ao Congresso Mundial de Mulheres Representativas e contestou a noção de que a escravidão tornava as americanas negras incapazes dos mesmos níveis morais e intelectuais. como outras mulheres. Ela conclamou todas as mulheres a se unirem para reivindicar seus direitos inalienáveis. 
O segundo discurso foi apresentado ao Parlamento das Religiões do mundo. Intitulado "O que a religião pode fazer para promover a condição do negro americano?", o discurso conclamou as igrejas, particularmente as do sul, a abrir suas portas a todas as pessoas, independentemente de raça. Barrier Williams proclamou uma crença contínua na capacidade da religião e da fé para corrigir os problemas da sociedade.

## Últimos anos e morte
A partir de 1900, ela se tornou defensora do programa de acomodação e auto-aperfeiçoamento de Booker T. Washington. Após a morte de seu marido em 1921, Barrier Williams permaneceu em Chicago até 1926. Em 1924, a viúva Williams tornou-se a primeira mulher e a primeira negra americana a ser nomeada para o Conselho da Biblioteca de Chicago.
Ela retornou a Brockport em 1926 para viver com sua irmã, Ella D. Barrier, onde ela desfrutou de uma vida muito mais simples e tranquila. O jornal The Brockport Republic escreveu em 1932 que estava "muito doente". Ela aparentava estar recuperada, mas devido à sua saúde em constante declínio, ela escreveu sua vontade e seu último testamento cinco anos depois. Ela nomeou as pessoas que ela geralmente cuidava e as organizações onde as pessoas tinham abraçado seu ativismo como as beneficiárias de seus bens e posses. Sete anos depois, ela morreu depois de uma longa doença. Ela foi enterrada no Cemitério de Brockport em 14 de março de 1944 às 2 da tarde.

## Legado, prêmios e reconhecimento
Em 2014, a SUNY-College, em Brockport, criou a bolsa de estudos Fannie Barrier Williams Women of Courage. É concedida a estudantes com um GPA 3.0 ou superior e os requisitos incluem um ensaio do seu compromisso com a justiça social.

## Ligações externos
- Fannie Barrier Williams biografia (em inglês)